# Les Italiens et les Femmes
Pour plus de détails, voir Fiche technique et Distribution.
Les Italiens et les Femmes (Gli italiani e le donne) est une comédie italienne à sketches de Marino Girolami sortie en 1962.

## Synopsis
Dans un court prologue, une voix narrative enquête poliment sur la gauloiserie réelle et présumée des Italiens, en donnant cinq exemples. 

### I galli del Colosseo
Nando, Giulio et un troisième jeune homme, postés entre les thermes de Caracalla et le Colisée, se relaient pour voler les sacs à main des touristes féminines afin de les leur rendre, dans l'espoir de les impressionner. Un jour, ils volent à la tire une étudiante noire, Evelyn, et les policiers le coince sur le fait. Nando, est toutefois sauvé de l'arrestation par l'étudiante, qui prétend ne pas le connaître. Une attirance naît immédiatement entre Nando et Evelyn et ils se donnent rendez-vous le soir même ; elle s'engage à trouver deux copines à Giulio et à l'autre jeune homme. Convaincus d'une conquête certaine, les trois jeunes hommes se présentent à l'endroit convenu, rencontrent les femmes mais se rendent vite compte qu'ils sont tombés dans une réunion d'adeptes de l'Armée du salut, dont Evelyn est un agent chargé de racheter les âmes égarées. Horrifiés, les trois garçons s'enfuient dans la nuit jusqu'à la fontaine de Trevi, où ils rencontrent trois touristes allemands. 

### La traversata di Milano
Le commissaire Gino Caminada rencontre Milena, sa maîtresse, un soir dans sa voiture et ils décident d'aller passer la nuit dans un endroit tranquille à Milan. Ils parcourent la ville, mais un premier hôtel s'avère occupé, le second se trouve devant la maison de la femme et dans le troisième, son beau-frère se trouve avec sa femme et craint d'être reconnu. Il décide de l'emmener chez lui ; une fois dans le garage, le concierge Cesira ferme la porte de l'extérieur, les laissant prisonniers. Ils sont libérés le lendemain matin : Gino veut la ramener chez lui et, pour éviter le scandale, la cache dans le coffre ouvert. Après avoir traversé tout Milan, il est arrêté d'abord par un policier qui remarque la présence de la femme, puis, en pleine zone industrielle, par la brigade des mœurs qui les arrête tous les deux pour actes obscènes dans un lieu public, bien qu'ils n'aient rien fait de la soirée.

### L'abito non fa il monaco
Renato Nelli, acteur populaire dans les roman-photos, joue dans la pinède de Fregene le rôle d'un prêtre dans Dal Vaticano alle Ande (litt. « Du Vatican aux Andes »), après avoir connu le succès avec La malattia del curato (litt. « La maladie du curé ») et Il mistero del prete in discesa (litt. « Le mystère du prêtre en bas de la colline »). À la fin de la scène, il aimerait prendre un bain de mer et se heurte au metteur en scène, qui lui reproche son succès auprès des femmes. Cependant, il ne trouve pas ses vêtements et se rend à la plage à bicyclette, en soutane. À côté de sa cabine se trouve Claudia Caracci, une femme pleine de charme et lauréate d'un concours de beauté, accompagnée d'une vieille tante qui la conseille sur la situation difficile qu'elle vit avec son mari. Au bord de la séparation, elle demande au faux prêtre des conseils sur un éventuel recours auprès du Tribunal de la Sacra Rota et Renato lui propose de rencontrer un avocat, frère jumeau du prélat. Arrivé chez la femme, prévoyant une aventure facile, il est vite reconnu par la femme de chambre, lectrice assidue de roman-photos et, en particulier, de Lo sceicco sul comò (litt. « Le Cheik sur la commode »). Claudia, d'abord indignée, fait semblant, une fois son identité découverte, d'accepter les avances de l'acteur ; et au lit, elle retrouve la même femme de chambre, avec laquelle Renato fera l'amour dans l'obscurité la plus complète. 

### L'auto-garçonniere
Le Dr Fabio De Calendis, qui travaille dans le secteur de la construction navale, rentre chez lui le soir et retrouve Lilia, sa femme, qui lui a préparé un plat de goulasch. Il est plus heureux que d'habitude car il a obtenu un rendez-vous avec Carol, une actrice qui a récemment connu le succès avec le film Vergine egiziana (litt. « Vierge égyptienne »). Il discute avec sa femme de navigation de plaisance et prétexte l'arrivée d'une délégation de représentants de la marine pour un déjeuner officiel. Après avoir rassuré sa femme, il rencontre l'actrice et l'emmène dans un restaurant à l'extérieur de la ville. L'homme demande au propriétaire une chambre pour loger la femme, mais il refuse car il a déjà reçu la visite de la police. Ils sont obligés de se réfugier dans les bois avec la voiture, et pendant qu'il l'embrasse passionnément, un groupe de trois voleurs arrive, pointant une arme sur l'homme. Sous la contrainte, ils se déshabillent tous les deux, elle en slip, lui en gilet. Les voleurs s'enfuient en voiture, et lorsque Carol se rend compte que la bague qu'il lui a offerte est fausse, elle s'en débarrasse et demande à un camionneur de l'emmener. Resté seul, vêtu d'une tenue de paysan obtenue auprès d'un fermier irascible à qui il avait demandé l'hospitalité, il tente de faire du stop, mais le chauffeur le prend pour un marathonien qui s'apprête à participer aux Jeux olympiques d'été de 1964. Il s'arrête dans un bus, mais n'a pas d'argent pour payer un billet : à la demande du conducteur, il se fait payer par un prêtre assis à côté de lui, qui s'enfuit dès qu'il s'aperçoit qu'il est à moitié nu. Arrivé devant sa maison, il se rend compte qu'il n'a pas de clefs et il est obligé de grimper jusqu'à la fenêtre de la salle de bains. Il se met au lit à côté de sa femme endormie, mais un réveil sonne et la réveille. Lilia lui demande des explications sur son retard, et il répond de manière plutôt évasive. Le lendemain, après avoir travaillé, il rentre chez lui pour manger du goulasch, mais cette fois, sa femme lui montre la preuve de la trahison : ses vêtements et ceux de sa femme trouvés dans la voiture abandonnée près du quartier d'EUR. Elle l'oblige à se déguiser en paysan et lorsqu'il arrive devant la voiture, un policier le bloque en lui demandant son permis et ses papiers. Ne les ayant pas sur lui, Fabio demande de l'aide à Lilia qui ne le reconnaît pas : le policier n'a d'autre choix que de l'emmener au commissariat. 

### Chi la fa, l'aspetti
Sur un marché local de Rome, Cesare et Alberto, un vendeur de légumes et un boucher, tous deux mariés, se disputent les bonnes grâces d'une belle cliente : Alberto, qui est beaucoup plus intelligent et plus beau que son ami et rival, l'emporte. Il obtient un rendez-vous pour un voyage à Ostie, mais trouve plus pratique de la recevoir le lendemain après-midi chez Cesare. Les deux femmes arrivent alors ; celle de Cesare doit aller chez le coiffeur, tandis que Renata, la femme d'Arturo, apprend qu'Alberto se rend chez Cesare pour préparer les paris sur le Totocalcio. Le lendemain matin, Renata se présente chez Cesare, soupçonnant une trahison de la part d'Alberto ; avant de se venger, elle veut des preuves. Le marchand de légumes commence à lui faire la cour, mais au plus beau moment, la robe de la femme est arrachée, la laissant presque en sous-vêtements. Obligée de se changer, elle s'enferme dans l'armoire et pendant ce temps, Albert, qui est convaincu que Cesare vit une aventure galante, puis la femme de Cesare, qui a décidé d'aller chez un autre coiffeur et de changer de vêtements parce qu'elle a trop chaud, passent dans la maison. Finalement, Cesare ne combine rien avec Renata, qui s'en va avec Alberto. La femme de Ceare, revenue de chez le coiffeur avec une coiffure duveteuse, rend le portefeuille vide à son mari.

## Fiche technique
- Titre français : Les Italiens et les Femmes[3]
- Titre original : Gli italiani e le donne[4]
- Réalisation : Marino Girolami
- Scénario : Roberto Gianviti (1er segment) ; Gino Bramieri, Carlo Moscovini (2e segment) ; Roberto Gianviti, Tito Carpi (3e segment) ; Giulio Scarnicci, Renzo Tarabusi (4e segment) ; Aldo Fabrizi, Tito Carpi (5e segment)
- Photographie : Mario Fioretti (it)
- Musique : Carlo Savina
- Décors : Saverio D'Eugenio (it)
- Costumes : Giulietta Deriu
- Production : Marino Girolami
- Sociétés de production : Produzione Cinematografica M.G.
- Format : Noir et blanc
- Pays de production :  Italie
- Langue de tournage : italien
- Genre : Comédie à sketches
- Durée : 114 minutes
- Dates de sortie : 
  - Italie : 21 décembre 1962

## Distribution
I galli del Colosseo (21 minutes) :
- Enio Girolami : Nando
- Lisa Donzel : Evelyn
- Carlo Delle Piane : Giulio Panzironi, dit Mustafà
- Mario De Simone : L'ami de Nando et Giulio

La traversata di Milano (16 minutes) :
- Gino Bramieri : Commendatore Gino Caminada
- Milena Bettini : Milena, son amante
- Enzo G. Castellari : Enzo (non crédité)

L'abito non fa il monaco (19 minutes) :
- Moira Orfei : Claudia Caracci
- Walter Chiari : Renato Nelli / don Paolo Chebona / l'avocat Chebona
- Riccardo Billi : le réalisateur des romans-photos

L'auto-garçonniere (23 minutes) :
- Raimondo Vianello : Dr. Fabio De Calendis
- Sandra Mondaini : Lilia, sa femme
- Evi Marandi : Carol, l'actrice
- Enzo G. Castellari : contrôleur (non crédité)

Chi la fa, l'aspetti (30 minutes) :
- Aldo Fabrizi : Cesare Mancini, le vendeur de légumes
- Alberto Lupo : Alberto, le boucher
- Ave Ninchi : la femme de Cesare
- Lia Zoppelli : Renata, la femme du boucher
- Anita Todesco : la cliente en litige